# Keir Starmer
Ngài Keir Rodney Starmer (sinh ngày 2 tháng 9 năm 1962) là một chính trị gia người Anh, hiện giữ chức vụ Thủ tướng Vương quốc Anh kể từ tháng 7 năm 2024 và là Lãnh đạo Công Đảng Anh từ năm 2020. Ông là Nghị sĩ Quốc hội đại diện cho Holborn và St Pancras kể từ năm 2015. Ông trước đây là Lãnh đạo phe đối lập từ năm 2020 đến năm 2024, và giữ chức Giám đốc Công tố Anh từ năm 2008 đến năm 2013.
Sinh ra ở Luân Đôn và lớn lên ở Surrey, Starmer theo học tại trường công lập Reigate Grammar. Ông hoạt động chính trị từ khi còn nhỏ và đã gia nhập Nhóm Thanh niên Xã hội chủ nghĩa của Công Đảng khi mới tuổi 16. Ông tốt nghiệp Cử nhân Luật tại Đại học Leeds năm 1985 và lấy bằng Cử nhân Luật Dân sự sau đại học tại Đại học Oxford năm 1986. Sau đó ông tham gia hành nghề luật sư, chuyên về tư pháp hình sự và bảo vệ nhân quyền. Ông từng là cố vấn nhân quyền cho Uỷ ban Chính sách của Bắc Ireland và được bổ nhiệm làm Cố vấn cho Nữ hoàng vào năm 2002. Trong thời gian làm Giám đốc Công tố Anh, ông đã xử lý một số vụ án lớn trong đó có vụ sát hại Stephen Lawrence. Ông được phong tước hiệp sĩ (KCB) vào năm 2014 nhờ những cống hiến của ông trong thực thi pháp luật và tư pháp hình sự.
Starmer được bầu vào Hạ viện Anh trong cuộc tổng tuyển cử năm 2015. Ông phản đối việc Vương Quốc Anh rời Liên minh châu Âu năm 2016. Ông được Jeremy Corbyn bổ nhiệm làm Bộ trưởng đối lập phụ trách vấn đề nhập cư nhưng đã từ chức vào tháng 6 năm 2016 để phản đối vai trò lãnh đạo đảng của Corbyn. Ông sau đó được Corbyn bổ nhiệm làm Bộ trưởng đối lập phụ trách việc rời khỏi Liên minh Châu Âu, và đã ủng hộ một cuộc trưng cầu dân ý lần thứ hai về Brexit. Sau khi Corbyn từ chức sau thất bại của Công Đảng trong cuộc tổng tuyển cử năm 2019, Starmer đã trở thành lãnh đạo Công Đảng sau khi giành chiến thắng trong cuộc bầu cử lãnh đạo đảng năm 2020 trên chương trình hành động theo hướng chính trị cánh tả.
Trên tư cách là lãnh đạo Công Đảng, Starmer đã tái định vị đảng khỏi cánh tả và hướng đến chủ nghĩa trung gian. Ông đã nhấn mạnh tầm quan trọng của việc loại bỏ chủ nghĩa bài Do Thái trong đảng, vốn là một vấn đề gây tranh cãi trong thời kỳ Corbyn làm lãnh đạo đảng. Những người ủng hộ Starmer đã ca ngợi ông vì những cải cách chống chủ nghĩa bài Do Thái và giúp cải thiện uy tín của Công Đảng với cử tri. Tuy nhiên, ông cũng bị chỉ trích với các cáo buộc rằng ông đã đối xử bất công với các thành viên cánh tả trong đảng.
Năm 2023, Starmer đặt ra chương trình hành động bao gồm 5 sứ mệnh cho chính phủ của mình, nhắm vào các vấn đề như tăng trưởng kinh tế, y tế, năng lượng sạch, tội phạm và giáo dục. Vào ngày 5 tháng 7 năm 2024, Starmer đã lãnh đạo Công Đảng giành chiến thắng vang dội trong cuộc tổng tuyển cử năm 2024, qua đó chấm dứt 14 năm lãnh đạo của Đảng Bảo thủ. Chiến thắng này lớn tương đương như kết quả mà Tony Blair từng đạt được trong cuộc tổng tuyển cử năm 1997. Ông kế nhiệm Rishi Sunak và trở thành Thủ tướng Vương quốc Anh vào cuối ngày hôm đó.